# Польково (Підляське воєводство)
Польково (пол. Polkowo) — село в Польщі, у гміні Штабін Августівського повіту Підляського воєводства.
Населення — 143 особи (2011).
У 1975-1998 роках село належало до Сувальського воєводства.

## Демографія
Демографічна структура станом на 31 березня 2011 року:
|          | Загалом | Допрацездатний вік | Працездатний вік | Постпрацездатний вік |
| -------- | ------- | ------------------ | ---------------- | -------------------- |
| Чоловіки | 79      | 23                 | 45               | 11                   |
| Жінки    | 64      | 14                 | 31               | 19                   |
| Разом    | 143     | 37                 | 76               | 30                   |